# Ripon (Wisconsin)
Pour les articles homonymes, voir Ripon.
Ripon est une cité de l'État du Wisconsin aux États-Unis, située dans le coin nord-ouest du comté de Fond du Lac. La population était de 7 733 au recensement de 2010. C'est le berceau historique de la création du Parti républicain en 1854, dans l'école de la commune (le 20 mars à l'initiative d'une trentaine d'opposants au Kansas-Nebraska Act.

## Histoire
Elle est fondée en 1849 par David P. Mapes, un ancien capitaine de bateau à vapeur de New York. En deux ans, la ville a absorbé la commune voisine de Ceresco, établie en 1844 par un groupe de colons inspiré par la philosophie socialiste communautaire de Charles Fourier.
La ville a été nommée en référence à la ville britannique éponyme dans le Yorkshire du Nord par John S. Horner, l'un des premiers colons de la communauté, parce que c'est de là que ses ancêtres immigrants sont originaires.

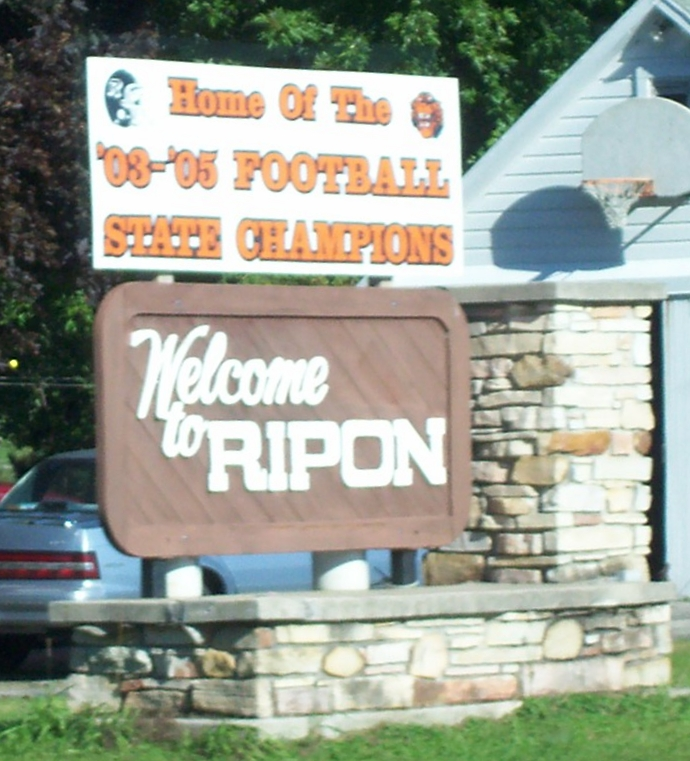
Panneau de bienvenue.

### Création du Parti républicain
Réunis dans une école à Ripon le 20 mars 1854, une trentaine d'opposants au Kansas-Nebraska Act ont appelé à l'organisation d'un nouveau parti politique. Le groupe a joué un rôle de premier plan dans la création du Parti républicain dans de nombreux États du nord au cours de l'été 1854. Alors que les conservateurs et de nombreux modérés se contentaient de demander la restauration du compromis du Missouri ou l'interdiction de l'extension de l'esclavage, le groupe a insisté sur le fait qu'aucun autre compromis politique avec l'esclavage n'était possible.
La réunion de février 1854 était la première réunion politique du groupe qui allait devenir le Parti républicain.
La ville a aussi donné son nom au Ripon Forum, un journal de la droite libérale (le plus ancien journal d'opinion républicain des États-Unis, publié par la Ripon Society).